# Diocesi di Thanh Hóa
La diocesi di Thanh Hóa (in latino Dioecesis de Thanh Hoa) è una sede della Chiesa cattolica in Vietnam suffraganea dell'arcidiocesi di Hanoi. Nel 2022 contava 159.000 battezzati su 4.127.000 abitanti. È retta dal vescovo Joseph Nguyễn Đức Cường.

## Territorio
La diocesi comprende la provincia vietnamita di Thanh Hóa.
Sede vescovile è la città di Thanh Hóa, dove si trova la cattedrale dell'Immacolata Concezione.
Il territorio si estende su 11.700 km² ed è suddiviso in 79 parrocchie.

## Storia
Il vicariato apostolico di Thanh Hóa fu eretto il 7 maggio 1932 con il breve Ut clero indigenae di papa Pio XI, ricavandone il territorio dal vicariato apostolico di Phát Diêm (oggi diocesi).
Il 24 novembre 1960 il vicariato apostolico è stato elevato a diocesi con la bolla Venerabilium Nostrorum di papa Giovanni XXIII.

## Cronotassi dei vescovi
Si omettono i periodi di sede vacante non superiori ai 2 anni o non storicamente accertati.
- Louis-Christian-Marie de Coomann, M.E.P. † (21 giugno 1932 - 24 novembre 1960 dimesso)
- Pierre Phạm Tần † (24 novembre 1960 succeduto - 1º febbraio 1990 deceduto)
  - Sede vacante (1990-1994)[1]
- Barthélemy Nguyễn Sơn Lâm, P.S.S. † (23 marzo 1994 - 9 giugno 2003 deceduto)
- Joseph Nguyễn Chí Linh (21 maggio 2004 - 29 ottobre 2016 nominato arcivescovo di Huê)
  - Joseph Nguyễn Chí Linh (29 ottobre 2016 - 25 aprile 2018) (amministratore apostolico)
- Joseph Nguyễn Đức Cường, dal 25 aprile 2018

## Statistiche
La diocesi nel 2022 su una popolazione di 4.127.000 persone contava 159.000 battezzati, corrispondenti al 3,9% del totale.
| anno | popolazione | popolazione | popolazione | presbiteri | presbiteri | presbiteri | presbiteri                | diaconi | religiosi | religiosi | parrocchie |
| anno | battezzati  | totale      | %           | numero     | secolari   | regolari   | battezzati per presbitero | diaconi | uomini    | donne     | parrocchie |
| ---- | ----------- | ----------- | ----------- | ---------- | ---------- | ---------- | ------------------------- | ------- | --------- | --------- | ---------- |
| 1963 | 47.000      | 1.700.000   | 2,8         | 26         | 26         |            | 1.807                     |         |           | 30        | 44         |
| 1999 | 113.710     | 3.553.710   | 3,2         | 30         | 30         |            | 3.790                     |         |           | 102       | 46         |
| 2000 | 116.426     | 3.600.000   | 3,2         | 35         | 35         |            | 3.326                     |         |           | 112       | 46         |
| 2001 | 121.021     | 3.467.609   | 3,5         | 36         | 36         |            | 3.361                     |         |           | 121       | 46         |
| 2003 | 125.674     | 3.467.609   | 3,6         | 40         | 40         |            | 3.141                     |         |           | 148       | 46         |
| 2004 | 128.206     | 3.509.600   | 3,7         | 39         | 39         |            | 3.287                     |         |           | 152       | 46         |
| 2008 | 137.195     | 4.300.000   | 3,2         | 60         | 60         |            | 2.286                     |         |           | 206       | 51         |
| 2014 | 142.454     | 4.123.000   | 3,5         | 80         | 80         |            | 1.780                     |         |           | 167       | 51         |
| 2017 | 147.585     | 4.291.000   | 3,4         | 106        | 104        | 2          | 1.392                     | 14      | 2         | 212       | 73         |
| 2020 | 154.000     | 4.440.000   | 3,5         | 147        | 145        | 2          | 1.047                     | 14      | 4         | 357       | 79         |
| 2022 | 159.000     | 4.127.000   | 3,9         | 160        | 160        |            | 993                       | 14      | 4         | 379       | 79         |